# Adolf Müller (Politiker, 1886)
Johann Adolf Müller (* 12. August 1886 in Hanau; † 2. September 1964 ebenda) war ein deutscher Politiker (KPD) und Mitglied des Provinziallandtages der Provinz Hessen-Nassau.

## Leben
Adolf Müller wurde als Sohn des Diamantschleifers August Matthias Müller und dessen Ehefrau Maria Anna Wobito geboren.
Nach seiner Schulausbildung absolvierte er eine Lehre als Emailleur, handelte ab 1911 mit Flaschenbier und betätigte sich politisch. Er war Führer der Ortsgruppe Rote Hilfe Deutschlands und kandidierte 1926 und 1929 erfolglos für einen Sitz in der Hanauer Stadtverordnetenversammlung.
1932/1933 wechselte er den Beruf, wurde Bauhilfsarbeiter bei einer Hanauer Baumschule und erhielt als Mitglied der KPD ein Mandat im Kurhessischen Kommunallandtag bzw. im Provinziallandtag der Provinz Hessen-Nassau. Er wurde in Schutzhaft genommen und bis zum 5. Mai 1933 im Hanauer Polizeigefängnis inhaftiert.
Am 21. September 1933 wurde er von der Gestapo verhaftet und ins KZ Breitenau gebracht. Nach Inhaftierung im KZ Sonnenburg und KZ Esterwegen wurde er im März 1934 entlassen und war bis 1938 arbeitslos. Anschließend fand er wieder eine Anstellung in einer Baumschule.
Am 1. September 1939 wurde er in das KZ Sachsenhausen gebracht und dort schwer körperlich misshandelt. Am 27. Juli 1943 aus dem KZ entlassen, fand er erneut in einer Baumschule Beschäftigung.
Das Leben in Freiheit währte nur kurz, denn im August 1944 wurde er im Rahmen der Aktion Gitter in das KZ Dachau gebracht. Dort wurde er im Oktober mit schweren bleibenden Gesundheitsschäden entlassen. Bis er am 4. August 1945 als Hilfspolizist in Hanau eingestellt wurde, hatte er in einer Baumschule Arbeit gefunden. Zuletzt war er von September 1945 bis zum 31. Oktober 1948 Angestellter in der inneren Verwaltung der Stadt Hanau.